# Anna Levandi
Anna Anatol'evna Kondrašova, coniugata Levandi (in russo Анна Анатольевна Кондрашова-Леванди?; Mosca, 30 giugno 1965), è un'ex pattinatrice artistica su ghiaccio sovietica, dal 1991 russa.

## Biografia
È la moglie dell'allenatore di sci nordico ed ex combinatista nordico estone Allar Levandi. Dopo aver lasciato le gare è diventata allenatrice. Fra i suoi allievi c'è suo figlio Arlet Levandi.

## Risultati
| Internazionali            | Internazionali | Internazionali | Internazionali | Internazionali | Internazionali | Internazionali | Internazionali |
| Evento                    | 1981–82        | 1982–83        | 1983–84        | 1984–85        | 1985–86        | 1986–87        | 1987–88        |
| ------------------------- | -------------- | -------------- | -------------- | -------------- | -------------- | -------------- | -------------- |
| Giochi olimpici invernali |                |                | 5°             |                |                |                | 8°             |
| Campionati mondiali       |                | 5°             | 2°             | 4°             | 7°             | 9°             |                |
| Campionati europei        |                | 5°             | 3°             | 5°             | 3°             | 3°             | 3°             |
| Prize of Moscow News      |                | 2°             | 2°             | 3°             | 2°             | 3°             |                |
| Nazionali                 |                |                |                |                |                |                |                |
| Campionati sovietici      | 3°             | 2°             |                | 1°             | 1°             | 1°             |                |